# 小行星9432
小行星9432（英語：9432）是一颗围绕太阳公转的小行星。1997年2月1日，小林隆男在大泉天文台发现了此天体。
这颗小行星的绝对星等为43.00871591103633等。